# Valdescorriel
Valdescorriel község Spanyolországban,  Zamora tartományban. Valdescorriel Vega de Villalobos, Fuentes de Ropel, Villaquejida, Matilla de Arzón, San Miguel del Valle és Quintanilla del Molar községekkel határos. Lakosainak száma 131 fő (2024).

## Népesség
A település népessége az utóbbi években az alábbiak szerint változott:
| Lakosok száma | 199  | 197  | 198  | 179  | 158  | 144  | 140  | 125  | 130  | 131  |
|               | 2001 | 2004 | 2007 | 2009 | 2012 | 2014 | 2017 | 2019 | 2022 | 2024 |